# Stop and Smell the Roses (canción)
«Stop and Smell the Roses» es una canción interpretada por el cantautor estadounidense Mac Davis. Fue publicada en agosto de 1974 como el segundo sencillo de su álbum de estudio del mismo nombre.

## Escritura y temática
«Stop and Smell the Roses» fue escrita por Davis junto con Doc Severinsen, líder de la banda en el programa nocturno The Tonight Show Starring Johnny Carson. Davis era un invitado ocasional en el programa, y durante este tiempo los dos se conocieron. Después de una aparición en el programa, Severinsen se acercó a Davis con la idea de grabar una canción que incluyera la frase “stop and smell the roses”, ya que recientemente había escuchado la frase de un médico. Poco después, Davis se fue de vacaciones a Hawái y escribió la canción, acreditando a Severinsen como coautor por darle la idea. Severinsen fue citado diciendo que Davis “podría haber seguido adelante y haber escrito la canción y no haber hecho eso”. En un episodio de Gilbert Gottfried's Amazing Colossal Podcast, Davis recordó haber llamado a Severinsen y decirle: “¡Creo que escribimos un éxito!”.

## Lanzamiento
Columbia Records publicó Stop and Smell the Roses en marzo de 1974, con «Stop and Smell the Roses» como tema de apertura del álbum. Cinco meses después, Columna lanzó «Stop and Smell the Roses» como el segundo y último sencillo del álbum, con el número de catálogo 3-10018 y la pista «Poor Boy Boogie» como lado B.

## Recepción de la crítica
Un escritor no especificado de la revista Cash Box escribió: “Las letras poderosas están respaldadas perfectamente por la fuerte voz de Mac y un arreglo muy bonito lo convierte[n] en el crossover perfecto entre pop y country para el verano”.

## Lista de canciones
7-inch single – Columbia 3-10018
1. «Stop and Smell the Roses» – 2:55
2. «Poor Boy Boogie» – 3:07